# 愛知県道168号小針入鹿新田岩倉線
愛知県道168号小針入鹿新田岩倉線（あいちけんどう168ごう こばりいるかしんでんいわくらせん）は、愛知県小牧市から同県岩倉市に至る元一般県道である。現在は主要地方道の愛知県道25号春日井一宮線の一部に組み込まれている。

## 概要

### 路線データ
- 起点：愛知県小牧市
- 終点：愛知県岩倉市中本町

## 地理

### 通過する自治体
- 愛知県
  - 小牧市
  - 岩倉市

### 接続する道路
- 国道41号（名濃バイパス）（花塚橋南交差点）
- 愛知県道158号小口名古屋線（小木2丁目交差点）
- 愛知県道451号名古屋外環状線（小木西1丁目交差点）
- 愛知県道157号小口岩倉線（岩倉街道）（中本町交差点）

### 沿線・周辺
- 愛知県立小牧南高等学校
- 車検登録事務所
- 岩倉団地